# Rales (Villaviciosa)
Rales es una parroquia española del concejo de Villaviciosa, en Asturias. Cuenta con una población de 29 habitantes (INE, 2020).

## Localidades
La parroquia está formada por las siguientes poblaciones:
- Castañera (La Castañera), casería
- El Cayo (El Cayu), casería
- El Llestro (El Yestru), casería
- Llineres, aldea
- Ñabla, casería
- Rales, aldea
- San Feliz, aldea

## Demografía
| Gráfica de evolución demográfica de Rales entre 2000 y 2020        |
|                                                                    |
| Población de derecho (2000-2020) según el padrón municipal del INE |